# Feliks Parys (zm. 1575)
Feliks Parys herbu Prawdzic (zm. w 1575 roku) – kasztelan warszawski w 1567 roku, starosta czerski w 1564 roku, podsędek czerski w 1556 roku.
Jako przedstawiciel Korony Królestwa Polskiego podpisał akt unii lubelskiej 1569 roku. W 1573 roku potwierdził elekcję Henryka III Walezego na króla Polski.